# 肖连团
肖连团 (1966年—)，太原理工大学教授、中华人民共和国教育部长江学者特聘教授，主要从事光与物质相互作用的量子效应研究。

## 生平
1989年、1997年、2001年先后于山西大学获理学学士、硕士、博士学位。曾任山西大学研究生院院长，现任太原理工大学党委副书记、副校长。

## 社会兼职
- 中国光学学会光量子科学与技术委员会副主任
- 《量子电子学报》副主编

## 荣誉
- 中国教育部长江学者特聘教授
- 中国国家百千万人才工程人选
- 中国国务院政府特殊津贴专家